# Qarah Khvojālū
Qarah Khvojālū (persiska: قَرَه خوُجَلو, قره خوجالو, Qarah Khvojalū) är en ort i Iran.   Den ligger i provinsen Västazarbaijan, i den nordvästra delen av landet, 700 km nordväst om huvudstaden Teheran. Qarah Khvojālū ligger 803 meter över havet och antalet invånare är 325.
Terrängen runt Qarah Khvojālū är platt. Runt Qarah Khvojālū är det ganska glesbefolkat, med 48 invånare per kvadratkilometer. Närmaste större samhälle är Poldasht, 10,6 km sydost om Qarah Khvojālū. Trakten runt Qarah Khvojālū består i huvudsak av gräsmarker.